# 윌리엄 에이켄
윌리엄 존 에이켄(영어: William John Aitken; 1894년 2월 2일, 애버딘셔 피터헤드 ~ 1973년 8월 9일, 노스이스트잉글랜드 게이츠헤드)은 스코틀랜드의 전 축구 선수이자 감독이다.
공격수로 활약한 그는 머리에 공을 튄 후 최측면을 따라 질주하는 방식으로 알려져 있었고, 흔히 윌리 혹은 빌리로 수식되었다. 그는 커큰틸로크에서 축구를 시작해 1918년에 퀸스 파크를 거쳐 레인저스에 입단했다. 그는 1919년에 포트 베일에 입단하고 1920년 5월에는 £2,500에 뉴캐슬 유나이티드로 이적했다. 그는 타인 연고 구단에서 4년을 보내고 1924년에 프레스턴 노스 엔드로 이적했다. 그는 양떼 군단 소속으로 2년을 보내고 촐리, 노리치 시티, 그리고 비더퍼드 타운을 거쳐 이탈리아의 유벤투스 지휘봉을 1928년에 잡았다. 그는 뒤이어 프랑스로 건너가 칸에서 활약했다. 그는 1932년 쿠프 드 프랑스 우승 주역이 되었고, 이후 감독도 맡았다. 그는 1934년부터 1936년까지 스타드 랭스의 선수 겸 감독을 맡았고, 1936년부터 1938년까지는 앙티브를 맡았다. 제2차 세계 대전 당시 그는 비커스-암스트롱스의 방위 계약을 책임졌고, 유럽을 돌아다니며 감독일을 계속 해나갔고, 양조장과 강연자로도 활동했다.

## 경력
에이켄은 커큰틸로크와 퀸스 파크에서 아마추어 선수로 활약하다가, 1918-19 시즌을 앞두고 레인저스로 이적했다. 그는 21번의 리그 경기에서 2골을 기록했는데, 이 시즌에 스코틀랜드 1부 리그에서 올드 펌 경쟁 구단인 셀틱에 이어 준우승을 거두었다. 에이켄은 이후 아이브록스를 떠나 1919년 여름에 잉글랜드의 포트 베일에 입단했다. 그는 안쪽 우측 공격을 맡은 애스턴 빌라 2군과의 1919년 8월 20일 중부 리그 경기에서 신고식을 치러 득점도 올렸다. 포트 베일이 1919년 10월에 풋볼 리그 2부로 승격되면서, 베일은 레인저스에 거와 피터 퍼셀을 온전히 소유하기 위해 £500을 지출해야 했다. 그는 1919-20 시즌에 44경기에 출전하여 9골을 기록했고, 1920년 우승 주역이 되었다. 그는 이후 £2,500의 당시 파격적인 가격에 뉴캐슬 유나이티드로 이적했다.
그는 세인트 제임스 파크에서 안쪽 공격수로 활약했지만, 4시즌 통틀어 110경기에서 10골에 그쳤는데, 이는 그가 이타적으로 공격 전개에서 선수단에 대한 상호 존중으로 야기된 일이었다. 뉴캐슬은 1920-21 시즌 1부 리그에서 5위를 차지했고, 에이켄은 38번의 경기에서 3골을 넣었다. 그는 마지막 뉴캐슬 시즌인 1921-22 시즌에 26경기 출전에 그쳤다. 뒤이어 1922-23 시즌에는 26경기에서 4골을 기록했다. 그는 30경기에서 3골을 기록했는데, 뉴캐슬은 1923-24 시즌에 9위에 그쳤다. 그는 스탠 시무어와 토머스 맥도널드와 동행하였다.
1924년, 이에켄은 프레스턴 노스 엔드를 £1,000에 계약했다. 그는 이어 촐리, 노리치 시티, 그리고, 비더퍼드 타운를 차례로 거쳤다.
그는 이후 이탈리아로 이주했는데, 인상적인 에도아르도 아녤리가 구축한 유벤투스를 보고 인상에 빠지게 했는데, 이럿듯 외부 선수 영입을 위해 아스널의 허버트 채프맨이 이 전략을 썼다. 그러나, 모두가 그의 새 접근 방식에 만족하지는 않았는데, 일부 "유베" 선수들은 더 많은 노고를 들여 새 체제에 맞추기를 꺼려했다. 그는 이를 무릅쓰고 "노파 군단"을 1929-30 시즌 3위로 이끌었다. 그는 비록 마실리아 가의 경기장에서 큰 성공을 거두지 못했으나, 그의 방식을 후임 감독들이 따라했다. 그는 경기 현장에 선수로서 나가지 못했는데, 이는 당시 이탈리아 리그에서 해외 선수를 출전할 수 없었기 때문이었다. 그는 결국 프랑스의 칸, 스타드 랭스, 그리고 앙티브에서 선수 겸 감독을 맡았다. 칸에서, 그가 거둔 최대 성과는 1932년 4월 24일, 올림픽 경기가 열린 1932년 쿠프 드 프랑스 결승전에서 루베를 1-0으로 이기고 우승을 거두었다. 칸은 프랑스 프로축구연맹 주관 대회에서 1932-33 시즌에 마지막으로 사망했다. 1935년, 스타드 랭스에서 1935년에 샹피오나 드 프랑스 아마퇴르를 우승했다.

## 말년
그는 이후 제2차 세계 대전이 발발하자 비커스-암스트롱스의 계약을 맡았다. 그는 종전 후 벨기에(생-질루아즈)와 노르웨이(란)의 감독직도 역임했고, 타인 위어 주의 [[양조와 강연회로 대표되는 인물이 되었다.

## 경력 통계
| 구단               | 시즌    | 리그명              | 리그 | 리그 | 컵   | 컵 | 합계: | 합계: |
| 구단               | 시즌    | 리그명              | 출장 | 골   | 출장 | 골 | 출장  | 골    |
| ------------------ | ------- | ------------------- | ---- | ---- | ---- | -- | ----- | ----- |
| 레인저스           | 1918–19 | 스코틀랜드 1부 리그 | 21   | 2    | 2    | 1  | 23    | 3     |
| 포트 베일          | 1919–20 | 2부 리그            | 30   | 4    | 1    | 0  | 31    | 4     |
| 뉴캐슬             | 1920–21 | 1부 리그            | 35   | 3    | 3    | 0  | 38    | 3     |
| 뉴캐슬             | 1921–22 | 1부 리그            | 16   | 0    | 0    | 0  | 16    | 0     |
| 뉴캐슬             | 1922–23 | 1부 리그            | 25   | 4    | 1    | 0  | 26    | 4     |
| 뉴캐슬             | 1923–24 | 1부 리그            | 28   | 3    | 2    | 0  | 30    | 3     |
| 뉴캐슬             | 합계    | 합계                | 104  | 10   | 6    | 0  | 110   | 10    |
| 프레스턴 노스 엔드 | 1924–25 | 1부 리그            | 41   | 6    | 2    | 0  | 43    | 6     |
| 프레스턴 노스 엔드 | 1925–26 | 2부 리그            | 15   | 5    | 0    | 0  | 15    | 5     |
| 프레스턴 노스 엔드 | 합계    | 합계                | 56   | 11   | 2    | 0  | 58    | 11    |
| 노리치 시티        | 1926–27 | 3부 리그 남부       | 14   | 0    | 0    | 0  | 14    | 0     |

## 수상
칸
- 쿠프 드 프랑스: 1931-32

스타드 랭스
- 샹피오나 드 프랑스 아마퇴르: 1935